# 미사토정 (시마네현)
미사토정(일본어: 美郷町)은 일본 시마네현 중앙부 오치군에 있는 정이다.

## 지리
고노강이 정을 지나고 동부의 산들은 주고쿠 산지로 이어진다.

### 인접한 자치체
- 시마네현
  - 오다시, 이난정, 가와모토정, 오난정
- 히로시마현
  - 미요시시

## 역사
- 2004년 10월 1일 - 오치정과 다이와촌이 합병(신설 합병)해 미사토정이 탄생하였다.

## 교통

### 철도
- 서일본 여객철도 산코선

### 도로
- 국도 제184호선
- 국도 제375호선 (일본)(일본어판)